# NGC 5333
NGC 5333 ist eine 10,9 mag helle, linsenförmige Galaxie vom Hubble-Typ SB0 im Sternbild Zentaur, die etwa 116 Millionen Lichtjahre von der Milchstraße entfernt.
Sie wurde am 2. Juli 1834 von John Herschel mit einem 18-Zoll-Spiegelteleskop entdeckt, der dabei „vF, vS, R, 6 arcseconds, has a star 8th mag, 3′ following in parallel“ notierte.